# Hakodate
Hakodate (japanska: 函館市,?, Hakodate-shi) är en hamnstad på Hokkaido i Japan. Folkmängden uppgick till 275 457 invånare juli 2013, på en yta av 677,95 km². Hakodate är residensstad i subprefekturen Oshima i Hokkaido prefektur och Hokkaidos tredje största stad efter Sapporo och Asahikawa.
Hakodate grundades 1454 av Kono Kaganokami Masamichi då han byggde en herrgård i ainubyn Usukeshi, men erövrades av ainubefolkningen under ainuupproret 1512. Under hōeiperioden i början av 1700-talet expanderade staden, åter under japanskt styre, med bygget av flera nya tempel, och 1779 tog utvecklingen ytterligare fart med grundandet av en handelshamn och reguljära handelsrutter till Honshu i söder och Kurilerna i nord.
1854 öppnades hamnen för amerikanska handelsmän, 1858 för alla utländska handelsmän.
Staden har sedan 2005
status som kärnstad (japanska: 中核市?, Chūkakushi) enligt lagen om lokalt självstyre.

## Kommunikationer
Hokkaido Shinkansen, som är en förbindelse med höghastighetståg från Tokyo - Shin-Aomori, har sin slutstation, Shin-Hakodate-Hokuto, i staden Hokuto 18 km norr om Hakodate. Därifrån går det anslutningståg på Hakodate-linjen in till Hakodate station. På Hakodate-linjen går även expresståg till Sapporo.
I staden finns ett spårvägsnät med två linjer.